# Kabtan al-Dżabal
Kabtan al-Dżabal (arab. قبتان الجبل) – miejscowość w Syrii, w muhafazie Aleppo. W 2004 roku liczyła 5285 mieszkańców.